# Magic Lantern

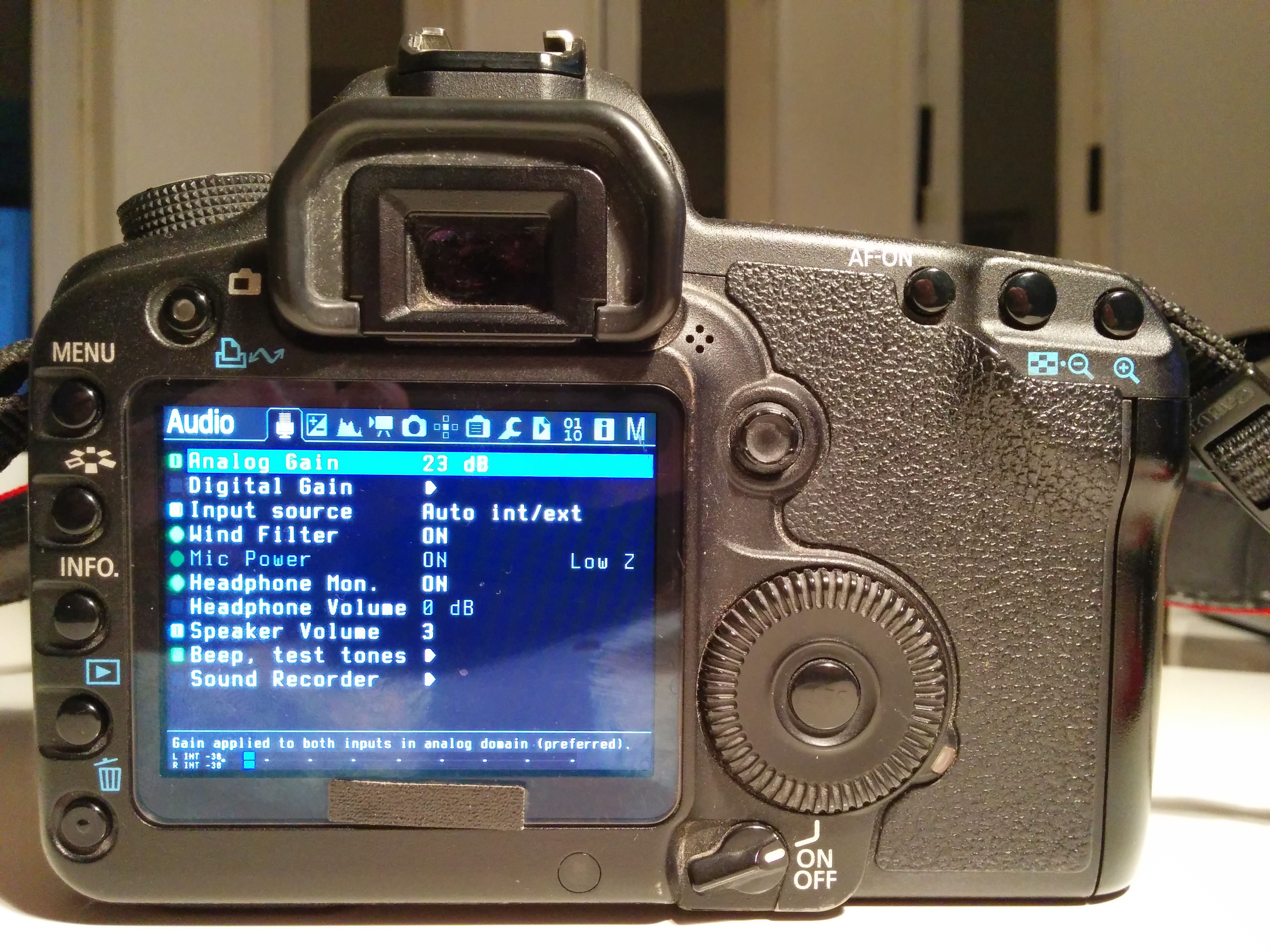
Раздел меню Audio прошивки Magic Lantern на камере Canon EOS 5D Mark II

Magic Lantern — резидентная программа для зеркальных и беззеркальных цифровых фотоаппаратов фирмы Canon с процессорами DIGIC, позволяющая значительно увеличить функциональность камер и добавляющая недокументированные возможности. Программу часто называют альтернативной прошивкой, хотя технически это не так; распространяется под универсальной общественной лицензией GNU.

## История
Изначально создана Трэммеллом Хадсоном (англ. Trammell Hudson) для расширения возможностей видеосъёмки Canon EOS 5D Mark II в 2009 году. В июле 2010 года выпущена версия для Canon EOS 550D (1.0.8). В сентябре 2010 года другие пользователи, включая участника форума под ником A1ex, разработали версии для Canon EOS 500D, Canon EOS 550D (1.0.9), Canon EOS 600D (1.0.1), Canon EOS 50D, Canon EOS 60D, Canon EOS 7D.

## Возможности прошивки
При использовании Magic Lantern полностью сохраняются базовая функциональность, способ управления и внешний вид меню настроек цифрового фотоаппарата. Функции, добавляемые к основным, настраиваются с помощью альтернативного меню.
- Видео: Контроль битрейта, дополнительный алгоритм автофокуса, логирование видеоклипов (аналог EXIF), автоматический рестарт записи при переполнении буфера или достижении предела в 4ГБ, отображение оставшегося времени записи, режим чистого экрана LiveView, HDR-видео;
- Съёмка 14-бит RAW-видео;
- Аудио: контроль чувствительности, цифровые фильтры (Hi, Lo-pass), индикаторы входного сигнала, ручные установки чувствительности входа, мониторинг аудио через USB;
- Таймлапс: интервальная съёмка в режиме фото и видео, беззвучные (беззатворные) кадры с поднятым зеркалом, совмещение с брекетингом, запись на частоте от 0,2 кадра в секунду;
- Захват фокуса, следование за фокусом, брекетинг фокуса, распознавание лиц;
- Улучшены инструменты управления ISO, выдержкой, балансом белого;
- Экспозиция: зебра, гистограммы Luma, RGB, споттаймеры;
- Кроп: сетки и рамки для кадрирования, в том числе загружаемые пользователем;
- Работа со вспышкой: компенсация экспозиции в широком диапазоне, брекетинг вспышки (чётный кадр с вспышкой, нечётный – без вспышки);
- Сведения о фокусе, ГРИП, температуре сенсора, счётчик спусков затвора, часы;
- Астрофотография: съёмка с выдержкой до 8 часов;
- Настраиваемое меню;
- Количество срабатываний затвора[6].

## Разрабатываемые функции
- Вывод несжатого видео по чистому HDMI;
- Превью в анаморфированном формате;
- Пользовательские логарифмические кривые, аналог Canon Log Gamma[7].

## Недостатки
- Поддерживаются лишь некоторые фотоаппараты Canon, созданные на основе процессоров DIGIC поколений 4, 5 и 5+;
- Требуется установка определённой версии официальной прошивки.

## Позиция Canon
До сих пор Canon не делала официальных заявлений относительно альтернативной прошивки, а также условий гарантии в случае её использования. Постепенно Canon добавляет в официальные версии прошивок новых моделей камер функции, доступные ранее только в Magic Lantern. Например, выбор степени сжатия видео, интервальную съёмку, ручную регулировку уровня входного аудиосигнала. В то же время выпускаются обновленные версии прошивок, поверх которых установить Magic Lantern становится затруднительно.

## Поддерживаемые камеры
Проект Magic Lantern направлен на камеры, пользующиеся широким потребительским спросом. Разработка для серий Canon EOS 1D и Canon Cinema EOS не планируется.
- Canon EOS M (DIGIC 5, прошивка вер. 2.0.2);
- Canon EOS 1100D (DIGIC 4, прошивка вер. 1.0.5);
- Canon EOS 500D (DIGIC 4, прошивка вер. 1.1.1);
- Canon EOS 550D (DIGIC 4, прошивка вер. 1.0.9);
- Canon EOS 600D (DIGIC 4, прошивка вер. 1.0.2);
- Canon EOS 650D (DIGIC 5, прошивка вер. 1.0.4);
- Canon EOS 700D (DIGIC 5, прошивка вер. 1.1.4);
- Canon EOS 50D (DIGIC 4, прошивка вер. 1.0.9);
- Canon EOS 60D (DIGIC 4, прошивка вер. 1.1.1);
- Canon EOS 7D (DIGIC 4, прошивка вер. 2.0.3);
- Canon EOS 6D (DIGIC 5+, прошивка вер. 1.1.6);
- Canon EOS 5D Mark II (DIGIC 4, прошивка вер. 2.1.2);
- Canon EOS 5D Mark III (DIGIC 5+, прошивка вер. 1.1.3 и 1.2.3).

## Аналогичные проекты

### Прошивка «Равиля и Васи»
Бесплатно распространяемая резидентная программа для Canon EOS 300D от программистов под псевдонимами Равиль и Вася расширяет функциональные возможности камеры. Благодаря тому что в камере Canon EOS 300D, как и в более старшей модели Canon EOS 10D, используется процессор DIGIC первого поколения, создателям прошивки путём изменения двух байт удалось открыть меню функций пользователя (англ. Custom Functions). Из-за физического отсутствия части подпрограмм в EOS 300D не удалось полностью активировать все функции, реализованные в EOS 10D.

### 400plus
Бесплатно распространяемая резидентная программа для Canon EOS 400D, расширяющая функциональные возможности камеры.

### CHDK
Canon Hacker’s Development Kit — бесплатно распространяемая резидентная программа для компактных и зеркальных цифровых фотоаппаратов фирмы Canon, базирующихся на процессорах DIGIC, была начата как проект московского программиста Андрея Грачёва. Значительное преимущество программы — не обязательно заменять официальную прошивку. Позволяет получить дополнительное управление для многих компактных фотокамер Canon. Благодаря скриптам, написанным на en:UBASIC или Lua, созданы в том числе игры.

### Другое
Существуют аналогичные проекты, которые разрабатывают резидентные программы под камеры других производителей:
- Nikon (nikonhacker.com);
- Panasonic (personal-view.com);
- Pentax (pentax-hack.info);
- Sony (nex-hack.com);
- GoPro (chdk.setepontos.com).